# Kodeks 0120
Kodeks 0120 (Gregory-Aland no. 0120) α 1005 (Soden) – grecki kodeks uncjalny Nowego Testamentu na pergaminie, paleograficznie datowany na IX wiek. Rękopis przechowywany jest w Bibliotece Watykańskiej (Gr. 2302) w Rzymie.

## Opis
Do dziś zachowało się 6 kart kodeksu (27 na 19 cm) z niepełnym tekstem Dziejów Apostolskich (16,30-17,17; 17,27-29.31-34; 18,8-26). Jest palimpsestem, tekst górny zawiera mineję.
Tekst pisany jest jedną kolumną na stronę, w 21 linijkach w kolumnie. Litery są wielkie i pochylone w prawo; stosuje przydechy i akcenty.
Występuje błąd itacyzmu (υ mylone z ι, η mylone z ει, ο mylone z ω, αι mylone z ε). W górnym marginesie stosuje tytuły (τιτλοι).

## Tekst
Tekst kodeksu reprezentuje mieszaną tradycję tekstualną. Kurt Aland zaklasyfikował go do kategorii III.

## Historia
Datowanie kodeksu nie jest łatwe. Aland datował kodeks na IX wiek. W ten sam sposób datuje go obecnie INTF.
Pięć kart kodeksu zostało opublikowanych przez Giuseppe Cozza-Luzi w 1877 roku w Rzymie, szóstą kartę opublikował Gregory w 1909 w Lipsku.
Gregory w 1908 roku dał mu siglum 0120.